# ネロ指令
ネロ指令（ネロしれい、ドイツ語: Nerobefehl）は、第二次世界大戦末期の1945年3月19日にナチス・ドイツ総統アドルフ・ヒトラーの指示に基づき国防軍最高司令部が発出した「ライヒ領域における破壊作戦に関する命令（ドイツ語: Befehl betreffend Zerstörungsmaßnahmen im Reichsgebiet）」の通称。焦土作戦を命じたものであり、その通称名は、ローマ大火を自ら起こしたとの伝説があるローマ皇帝ネロに擬えて、後世に付けられたものである。軍需大臣アルベルト・シュペーアの抵抗によって実行はほぼされなかった。

## 背景・前史
1945年初頭時点で既にドイツの戦況は絶望的であった。占領地はほぼ解放ないし奪還され、戦況打開のためのアルデンヌ攻勢は失敗し、東西より連合軍がドイツ本国へと押し寄せていた。しかし、アドルフ・ヒトラーは、ヴェルサイユ条約による恥辱の再現だとして無条件降伏を受け入れようとはしなかった。加えて、ヒトラーに近しい人物たちの証言によれば、彼は自分の期待に応えられず、歴史上の偉大な使命に値しなかったドイツ国民は、我々の政府と共に滅ぶべきだと考えるようになっていた。軍需大臣アルベルト・シュペーアによれば、中止の訴えに対し、「戦争に負ければ国民もおしまいだ。（中略）なぜなら我が国民は弱者であることが証明され、未来はより強力な東方国家（ソ連）に属するからだ。いずれにしろ優秀な人間はすでに死んでしまったから、この戦争の後に生き残るのは劣った人間だけだろう」とヒトラーは答えたという。
ヒトラーはこれ以前よりしばしば焦土作戦を命じることがあった。例えば1944年8月の連合国軍によるパリ解放の直前には、パリ軍事総督のディートリヒ・フォン・コルティッツ大将にエッフェル塔などの主要ランドマークやインフラ拠点に爆弾を仕掛け、連合軍による奪還前に爆破して廃墟にするよう命じていた。コルティッツは命令を無視して連合軍に降伏し、後に「（命令を受けた時）ヒトラーは正気ではないと気づいた」と語っている。同様にオランダ奪還を図る連合軍の動きに対しても、ヒトラーは焦土作戦を命じたが、オランダ国家弁務官・アルトゥル・ザイス＝インクヴァルト親衛隊大将はこの阻止に務めた。

## 焦土作戦の発令と顛末

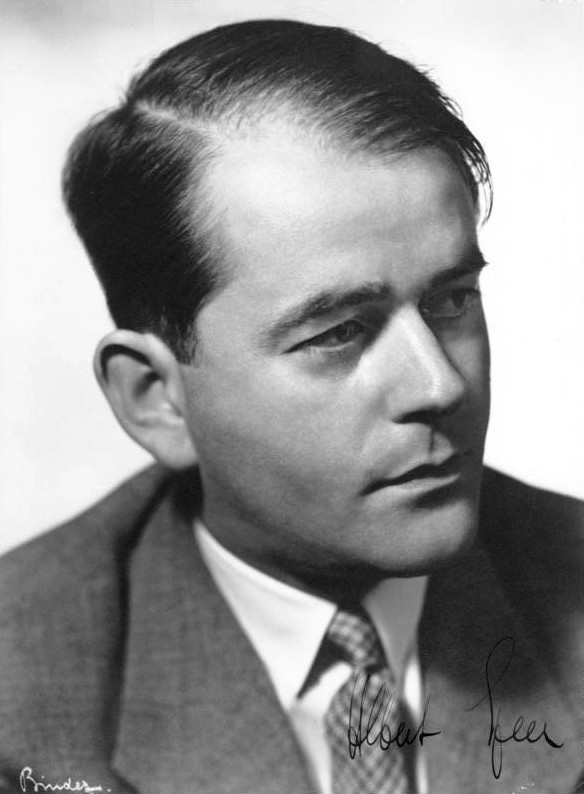
焦土作戦に強固に反対したアルベルト・シュペーア。

1945年3月19日、ヒトラーの指示に基づき、国防軍最高司令部は連合軍による占領に先立ってドイツ国内のインフラなどを破壊することを命じる「ライヒ領域における破壊作戦に関する命令」（ドイツ語: Befehl betreffend Zerstörungsmaßnahmen im Reichsgebiet）を発令した。この命令の実行責任者は軍需大臣のシュペーアであったが、彼はこの命令に愕然とし、総統への信頼を失ったと述べている。
戦後を見据えていた彼は産業破壊が戦後復興や国民生活の差し障りになると考え、中止を訴えたが、ヒトラーは撤回に応じなかった。
そこでシュペーアはヒトラーに計画実行に必要な独占的な権限を要求して、これを与えられると、逆にこの権限を用いて将軍や大管区指導者（ガウライター）に、命令を無視するよう説得工作を行った。
ヒトラーは命令が実行されていないことをまったく知らず、4月22日にシュペーアがヒトラーが籠城する総統地下壕に赴いて初めて知らされた。シュペーアによればヒトラーは激怒したが、彼が帰ることは認めたという（ただ、こうしたシュペーアの語った逸話の一部はリチャード・J・エバンスなどの歴史家から嫌疑を挟まれている）。その後4月30日、命令から42日目にヒトラーは自殺した。5月7日にドイツ軍は西側連合国に降伏し、5月23日にカール・デーニッツ率いる後継政府の閣僚たちは逮捕された。

## 指令の全文

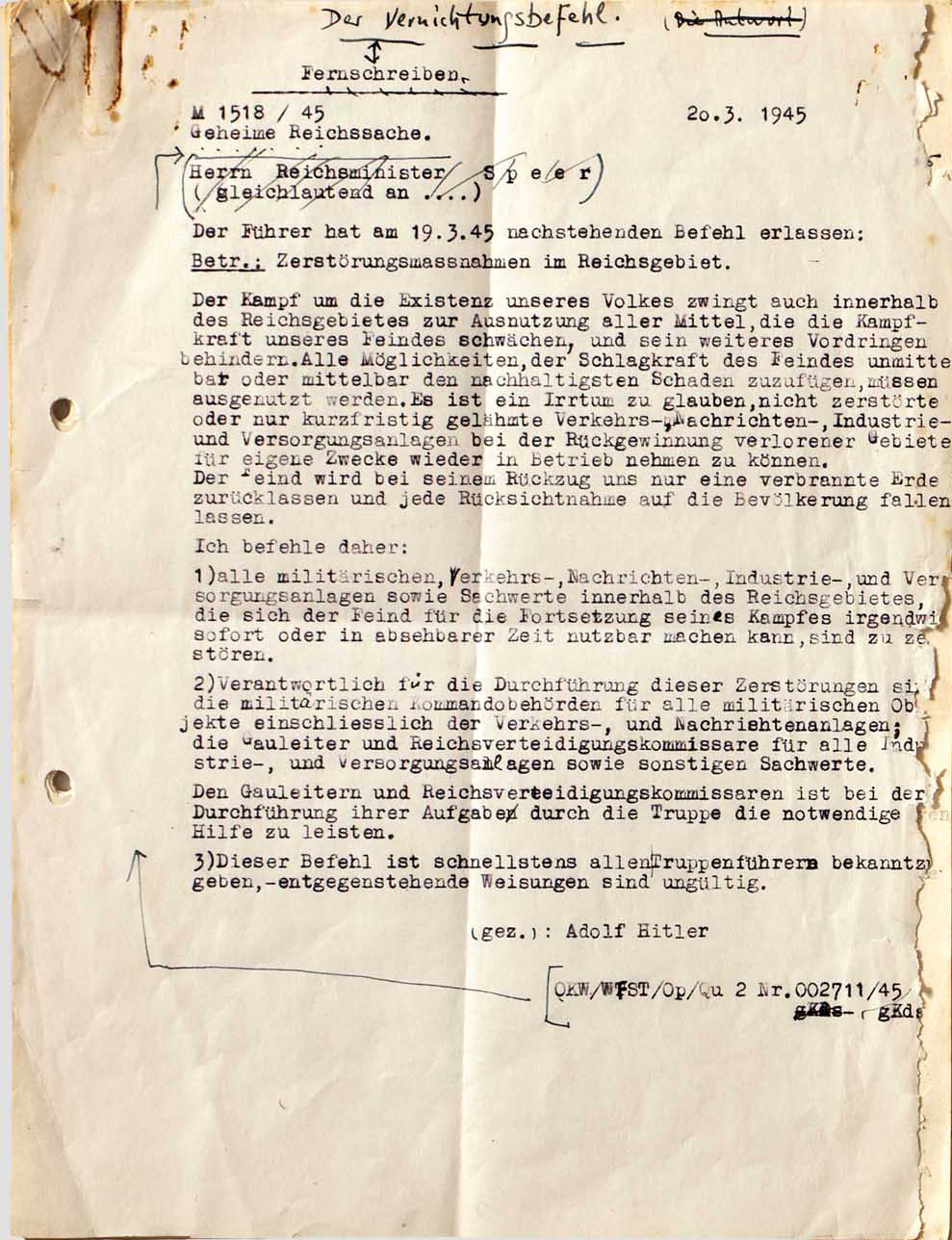
ヒトラーによって発令された焦土作戦の指令書の写真